# Honda Transalp

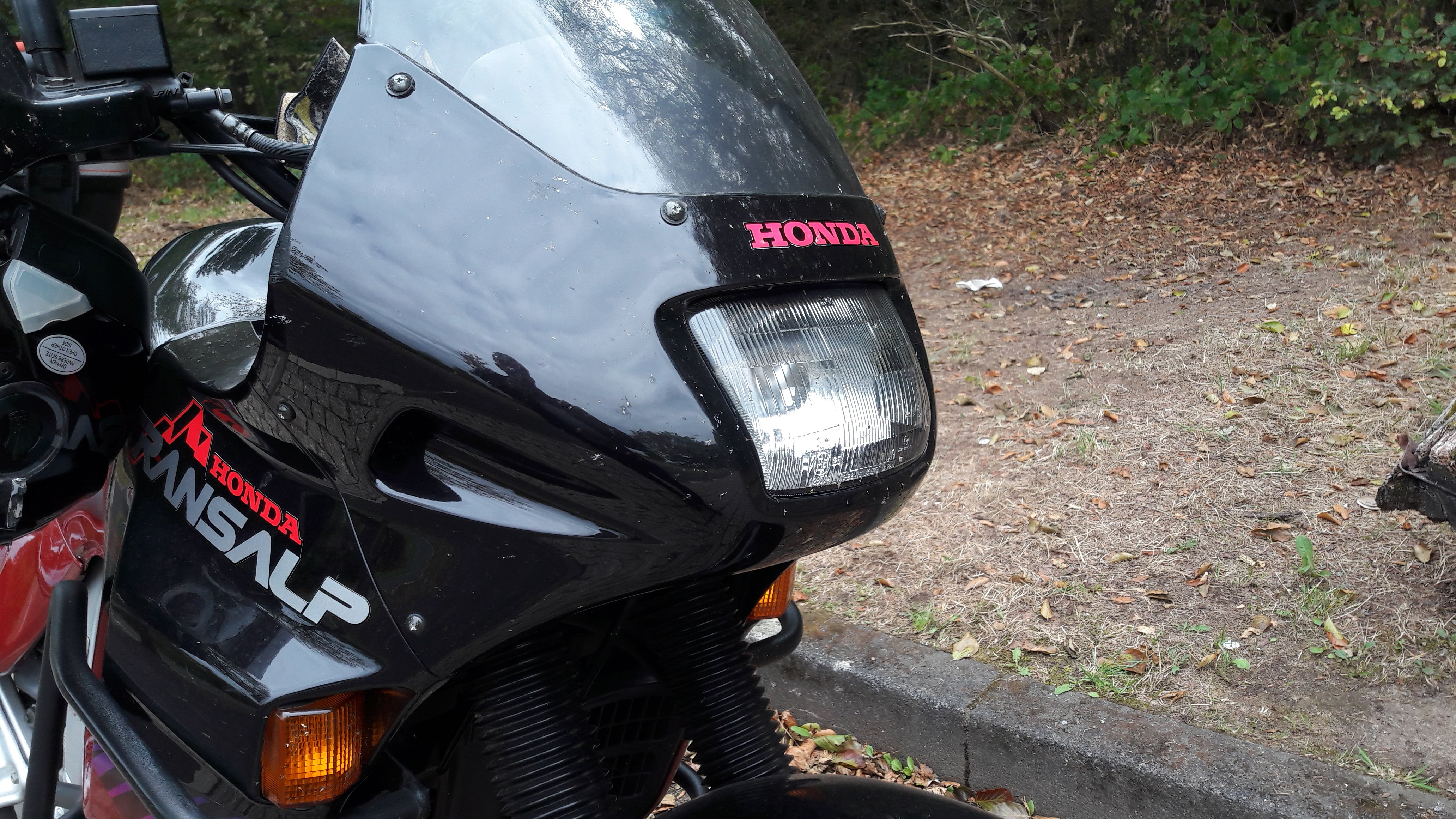
Honda Transalp 600 mit der ab 1994 geänderten Verkleidung

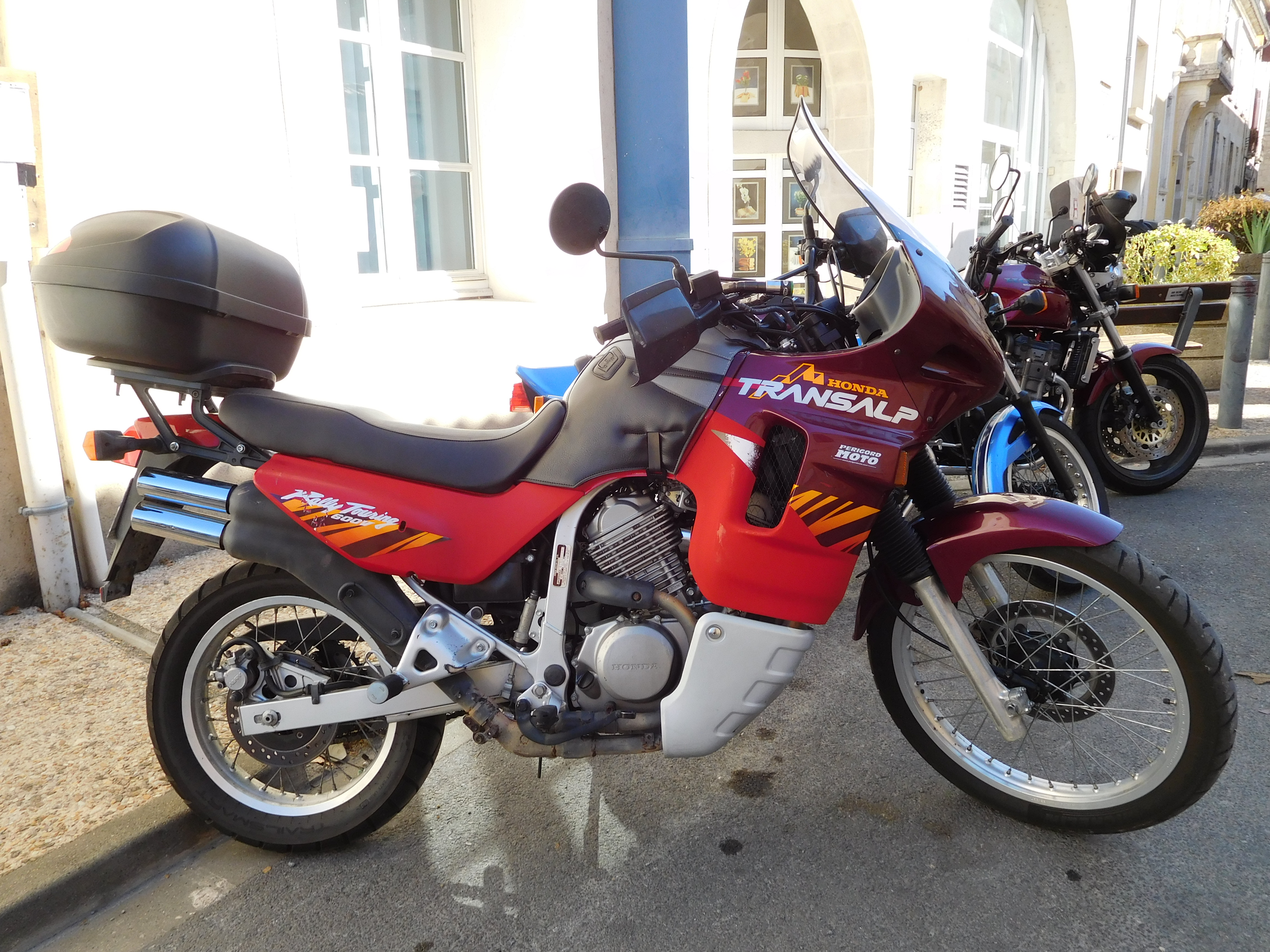
Honda Transalp XL 600 V, rot

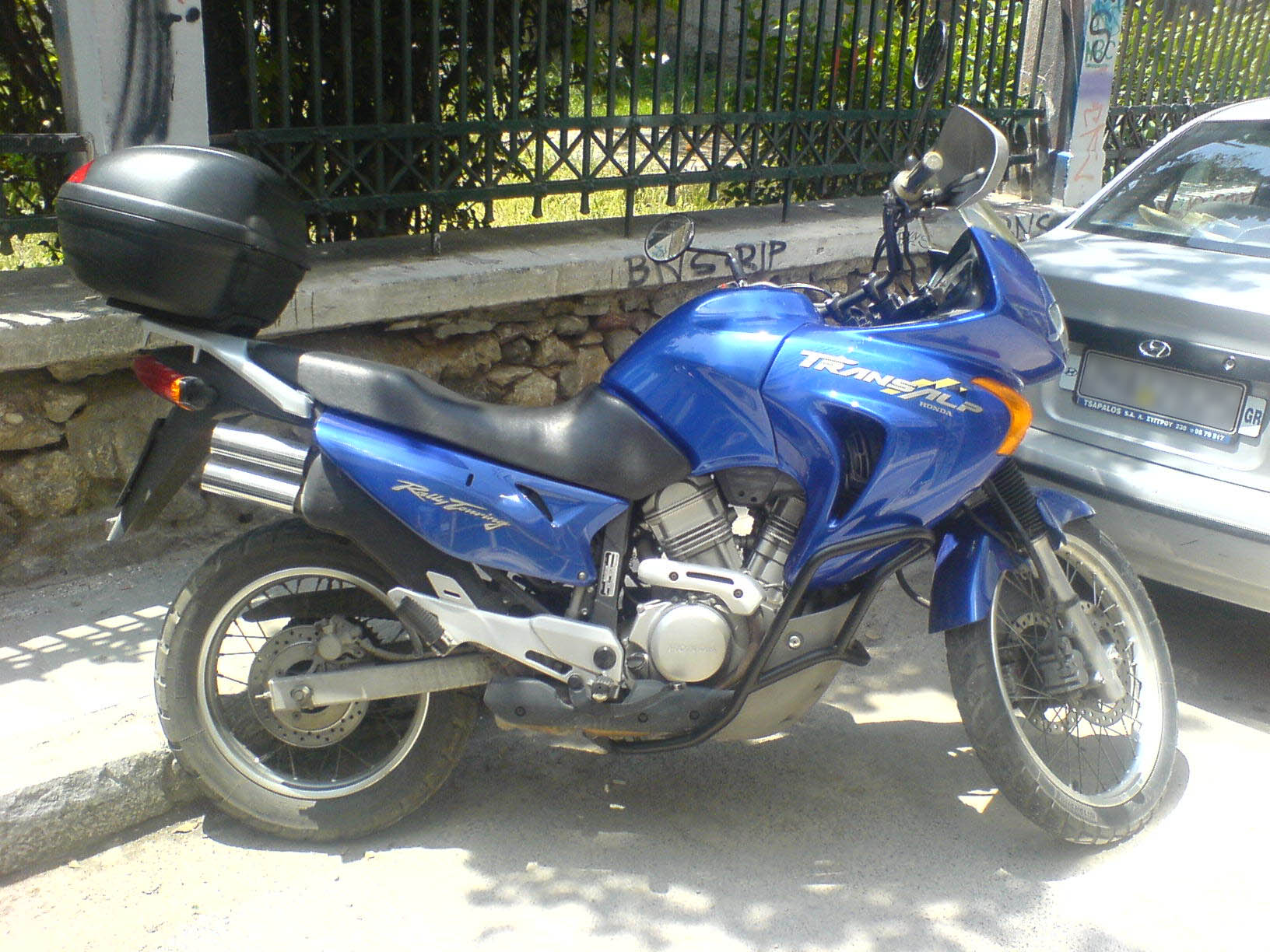
Honda Transalp 650

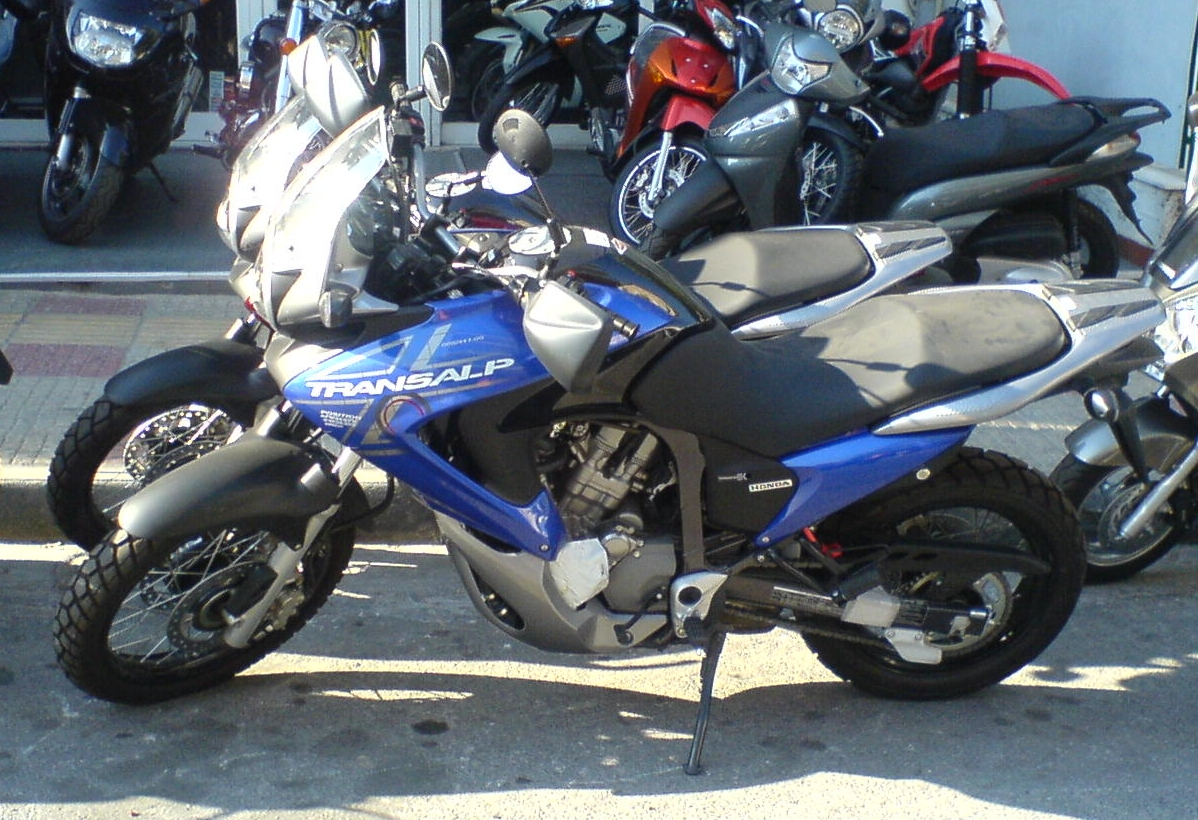
Honda Transalp 700

Die Honda Transalp ist ein Motorrad des japanischen Fahrzeugherstellers Honda. Die Reiseenduro wurde von 1987 bis 2012 in vier Modellvarianten gebaut und hatte einen wassergekühlten V-Motor mit zwei Zylindern und sechs Ventilen. Ab 2023 wird eine fünfte Version mit 750 cm³ angeboten.

## Geschichte
Der erste Prototyp wurde 1985 als geländegängiges Motorrad mit einem Motor mit 500 cm³ Hubraum entworfen. Bis zur Markteinführung wurde der Hubraum auf 600 cm³ vergrößert und die Fahrzeugspezifikation zu einer mehr straßenorientierten Fahrwerksabstimmung und Fahrzeugverkleidung verändert.

## Technik der XL600V (von 1987 bis 1999)
Der wassergekühlte Zweizylinder-V-Motor hat eine obenliegende Nockenwelle je Zylinder und einen Zylinderbankwinkel von 52°. Die Bohrung beträgt 75 mm und der Hub beträgt 66 mm. Das Verdichtungsverhältnis des Viertaktmotors liegt bei 9,2:1 und der Hubraum beträgt 583 cm³. Die Vorderradbremse hat eine Scheibe mit einem Durchmesser von 276 mm, ab 1997 gab es eine Doppelscheibenbremse vorne mit 256 mm Durchmesser. Die Telegabel mit einem Durchmesser von 41 mm und einem Federweg von 200 mm erlaubt einen begrenzten Offroad-Einsatz auf Schotter und Feldwegen. Die Hinterradaufhängung hat einen Federweg von 190 mm. Der Tank fasst 18 Liter. Die Kraft überträgt eine Mehrscheibennasskupplung und ein Getriebe mit 5 Gängen. Das Fahrzeug wiegt vollgetankt 204 kg (Modell 1987).

## Technik der Version ab 2023
Im Jahr 2023 wurde die XL 700 von der XL 750 abgelöst.

## Modellvarianten
Die Transalp wurde von 1987 bis 2012 in vier verschiedenen Modellvarianten gebaut:
- ND-Modelle mit 400 cm³ Hubraum
  - ND 06 – XL 400 V – Baujahre 1992–1994, nur in Fernost, Fertigung in Japan
- PD-Modelle mit 600 cm³ Hubraum
  - PD 06 – XL 600 V – Baujahre 1987–1996, Sondermodell USA 1989–1990, ab 1994 geänderte Verkleidung wie PD10, Fertigung in Japan
  - PD 10 – XL 600 V – Baujahre 1997–1999 mit Doppelscheibenbremse vorne und Fertigung in Italien
- RD-Modelle mit 650 cm³ Hubraum
  - RD 10 – XL 650 V – Baujahre 2000–2001, komplett überarbeitet, Fertigung in Italien
  - RD 11 – XL 650 V – Baujahre 2002–2006, Fertigung in Spanien
- RD-Modelle mit 680 cm³ Hubraum
  - RD 13 – XL 700 V – Baujahre 2007–2009, Fertigung in Spanien
  - RD 15 – XL 700 V – Baujahre 2010–2012, Fertigung in Italien